# Wang Xianzhi
Wang Xianzhi (chinesisch 王獻之, W.-G. Wang Hsien-chih; * 344; † 386) war einer der bedeutendsten chinesischen Kalligrafen. Er war der siebte und jüngste Sohn des berühmten Kalligrafen Wang Xizhi, mit dem er bis zur Tang-Dynastie auf eine Stufe gestellt wurde.

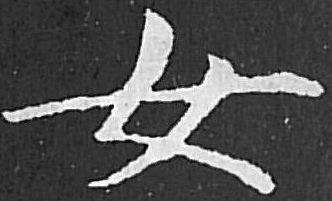
Radikal 38 („Frau“) von Wang Xianzhi